# Phymaturus antofagastensis
Phymaturus antofagastensis är en ödleart som beskrevs av  Pereyra 1985. Phymaturus antofagastensis ingår i släktet Phymaturus och familjen Tropiduridae. Inga underarter finns listade i Catalogue of Life.